# Oliviero Troia
Oliviero Troia (Bordighera, 1º settembre 1994) è un ex ciclista su strada italiano, professionista dal 2017 al 2022. In carriera ha partecipato al Tour de France 2018 e alla Vuelta a España 2019.

## Palmarès
- 2014 (Team Colpack Under-23, una vittoria)[1]

Trofeo GS Gavardo Tecmor
- 2016 (Team Colpack Under-23, una vittoria)[1]

3ª tappa Vuelta al Bidasoa (Orio > Orio)

## Piazzamenti

### Grandi Giri
- Tour de France

2018: 133º
- Vuelta a España

2019: 150º

### Classiche monumento
- Milano-Sanremo

2019: 153º
2020: 119º
2022: 118º
- Giro delle Fiandre

2017: ritirato
2018: 81º
2019: ritirato
2022: ritirato
- Parigi-Roubaix

2017: ritirato
2018: fuori tempo massimo
2022: ritirato
- Liegi-Bastogne-Liegi

2017: ritirato

### Competizioni mondiali
- Campionati del mondo

Valkenburg 2012 - In linea Juniores: 31º
Richmond 2015 - In linea Under-23: 52º

### Competizioni continentali
- Campionati europei

Goes 2012 - In linea Juniores: 6º
Tartu 2015 - In linea Under-23: 36º